# Montserrat Negre Queralt
Montserrat Negre i Queralt (Barcelona, 1925 - 2021) fue una restauradora de papel catalana, reconocida por su papel pionero en la introducción de nuevas técnicas y materiales en el ámbito de la conservación y restauración documental.
Comenzó su trayectoria académica con estudios de Magisterio, ejerciendo como maestra durante tres años. En la década de 1960, se especializó en restauración y encuadernación de libros en el Conservatorio de las Artes del Libro de Barcelona. A partir de 1963, complementó su formación con cursos de verano en el Istituto Centrale di Patologia del Libro de Roma. Esta experiencia le permitió tomar conciencia de la importancia de establecer vínculos con los principales profesionales y centros de restauración y conservación de papel de la época, con el objetivo de introducir en Cataluña técnicas y materiales innovadores. 
Ejerció como archivera y conservadora de papel y libros en la Casa de la Ardiaca entre 1947 y 1990. Además, colaboró activamente con diversos museos de Barcelona, desempeñando un papel destacado en la divulgación y enseñanza de la conservación y restauración de documentos y libros. 
Montserrat Negre destacó por su contribución a la conservación y restauración de papel en Cataluña, introduciendo los criterios, técnicas y materiales empleados en ciudades como París y Roma en aquella época.
Montserrat Negre fue miembro de las principales entidades y asociaciones de profesionales de la conservación y restauración en Cataluña y España. Participó en la fundación de la sede española del ICOM, fue socia fundadora del Grupo Técnico de Conservación y Restauración de Cataluña (1983) y socia honorífica del CRAC (Asociación de Conservadores y Restauradores de Cataluña). 
En 2022, el Museo Nacional de Arte de Cataluña le dedicó una exposición temporal que, a partir de su archivo personal, mostraba las prácticas y tendencias en la restauración y conservación del patrimonio documental en Cataluña desde la segunda mitad del siglo XX. 